# Gisela Harum
Gisela Harum (1903 - 1995) fou una mestra d'escacs austríaca.
Va participar quatre cops al Campionat del món d'escacs femení. Fou 7a a Londres 1927 (la vencedora va ser Vera Menchik), 3a (rere V. Menchik i Regina Gerlecka) a Varsòvia 1935, i empatà als llocs 17è-20è a Estocolm 1937 (guanyà V. Menchik).
No va poder participar en el Campionat del món d'escacs femení de 1933 a Folkestone per raons econòmiques: tot i que ella estava preparada per anar-hi, la Federació Austríaca d'Escacs (Österreichischer Schachverband) no va poder pagar-li les despeses. Els membres de l'equip austríac que participaren en l'Olimpíada sí que hi van anar, però pagant les despeses de la seva butxaca.